# جيم جويس
جيم جويس (بالإنجليزية: Jim Joyce)‏ هو لاعب كرة قاعدة أمريكي، ولد في 3 أكتوبر 1955 في توليدو في الولايات المتحدة.